# همسر رئیس‌جمهور ایران
همسر رئیس‌جمهور ایران، همسر رئیس هیئت دولت ایران است. در قانون اساسی جمهوری اسلامی ایران جایگاهی به‌عنوان بانوی اول تعریف نشده و هیچ عنوان رسمی‌ای برای همسر رئیس‌جمهور ایران وجود ندارد.

## فهرست
| شماره | نام                   | تصویر | رئیس‌جمهور           | آغاز          | پایان            |
| ----- | --------------------- | ----- | ------------------- | ------------- | ---------------- |
| ۱     | عذرا حسینی            |       | ابوالحسن بنی‌صدر     | ۱۵ بهمن ۱۳۵۸  | ۱ تیر ۱۳۶۰       |
| ۲     | عاتقه صدیقی           |       | محمدعلی رجایی       | ۱۱ مرداد ۱۳۶۰ | ۸ شهریور ۱۳۶۰    |
| ۳     | منصوره خجسته باقرزاده |       | سید علی خامنه‌ای     | ۱۷ مهر ۱۳۶۰   | ۲۵ مرداد ۱۳۶۸    |
| ۴     | عفت مرعشی             |       | اکبر هاشمی رفسنجانی | ۲۵ مرداد ۱۳۶۸ | ۱۲ مرداد ۱۳۷۶    |
| ۵     | زهره صادقی            |       | سید محمد خاتمی      | ۱۲ مرداد ۱۳۷۶ | ۱۲ مرداد ۱۳۸۴    |
| ۶     | اعظم‌السادات فراحی     |       | محمود احمدی‌نژاد     | ۱۲ مرداد ۱۳۸۴ | ۱۲ مرداد ۱۳۹۲    |
| ۷     | صاحبه عربی            |       | حسن روحانی          | ۱۲ مرداد ۱۳۹۲ | ۱۲ مرداد ۱۴۰۰    |
| ۸     | جمیله علم‌الهدی        |       | سید ابراهیم رئیسی   | ۱۲ مرداد ۱۴۰۰ | ۳۰ اردیبهشت ۱۴۰۳ |